# Vamos
Vamos (grec: Βάμος) és un poble i antic municipi, actualment integrat en Apokóronas, situat a l'oest de l'illa grega de Creta, a la prefectura de Khanià. El 2011 tenia 3.388 habitants.